# 警視庁総理大臣官邸警備隊

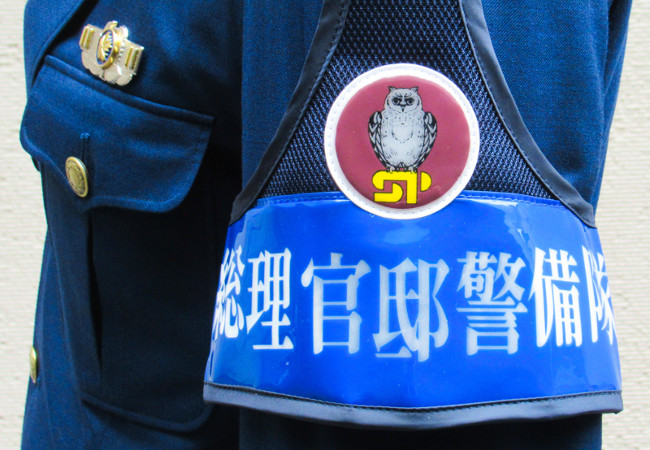
総理大臣官邸警備隊の腕章

警視庁総理大臣官邸警備隊（けいしちょうそうりだいじんかんていけいびたい）は、日本の内閣総理大臣官邸でのテロ事件などに対処する警視庁警備部警護課附置の警備部隊。

## 概要

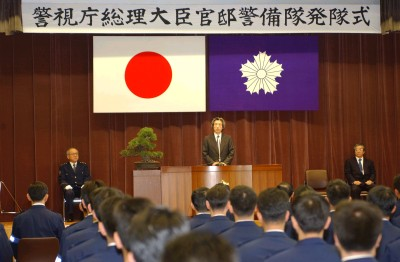
総理大臣官邸警備隊発隊式（2002年4月1日、警視庁本部庁舎にて）

隊長（警視）以下4個中隊で編成されており、隊員数は約100名。機関けん銃（ドイツH&K社製MP5）や化学兵器に対する防護装備などを保有している。

## 沿革
総理大臣官邸警備隊は、2002年（平成14年）4月1日に創設された。従来の官邸警備は、同地域を管轄している警視庁麹町警察署が担当していたが、新官邸の完成に伴い、テロ対策を強化するため、警視庁警備部直轄の官邸警備の専門部隊として設立された。事件に備えるだけでなく災害にも備えており、官邸内の民間人を避難誘導する訓練も行われている。
警備部警護課に属しているが、官邸警備隊は総理大臣官邸の周辺警戒を行う部隊であり、内閣総理大臣の身辺警護は従来通り警護第一係が担当している。
なお、総理大臣官邸敷地内の警備は官邸警務官（官邸職員）が担当し、総理大臣官邸敷地外の周辺警備は、官邸警備隊と連携している警視庁機動隊の持ち回りによって行われている。